# Constantin Dima
Constantin Cristian Dima (sinh ngày 21 tháng 7 năm 1999) là một cầu thủ bóng đá người România thi đấu cho Sepsi Sfântu Gheorghe theo dạng cho mượn từ Dinamo București ở vị trí hậu vệ.